# Viola (Italia)
Viola es un municipio situado en la provincia de Cúneo, en Piamonte. Tiene una población estimada, en julio de 2023, de 371 habitantes.

## Evolución demográfica
| Gráfica de evolución demográfica de Viola entre 1861 y 2023 |
|                                                             |
| Fuente: ISTAT - Elaboración gráfica de Wikipedia            |